# Христофору, Кипрос
Кипрос Христофору (греч. Κύπρος Χριστοφόρου; 24 апреля 1993, Лимасол, Кипр) — кипрский футболист, защитник клуба «АЕК». Выступал за сборную Кипра.

## Биография

### Клубная карьера
Воспитанник клуба «Арис» (Лимасол). В его составе дебютировал в чемпионате Кипра 11 мая 2012 года в матче против «Этникоса», в котором вышел на замену на 83-й минуте вместо Панайотиса Иоанну. В составе «Ариса» Христофору выступал как в высшей, так и в первой лиге. За пять сезонов, которые он провёл в команде, «Арис» дважды вылетал из высшего дивизиона, но уже на следующий сезон возвращался в элиту. В начале сезона 2016/17 на правах аренды игрок перешёл в АПОЭЛ. По ходу сезона он сыграл лишь в двух матчах национального чемпионата, но стал чемпионом страны и подписал с АПОЭЛ полноценный контракт, хотя в дальнейшем больше не играл за клуб. Сезон 2017/18 Христофору провёл в аренде в лимасольском «Арисе», а в сезоне 2018/19 выступал за «Неа Саламину», с которой летом 2019 года подписал контракт. 

### Карьера в сборной
Дебютировал за сборную Кипра 25 мая 2016 года в товарищеской встрече со сборной Сербии, появившись на замену в компенсированное время матча. Затем, долгое время не привлекался к матчам сборной и вновь был вызван в команду в ноябре 2019 года на матчи отборочного турнира чемпионата Европы 2020 против сборных Шотландии и Бельгии. 19 ноября он появился на поле в завершающем матче квалификации против Бельгии (1:6), провёл на поле все 90 минут и отметился голом в свои ворота на 51-й минуте.

## Достижения
«Арис» Лимасол
- Победитель Второй лиги Кипра: 2012/13

АПОЭЛ
- Чемпион Кипра: 2016/17